# ニース
ニース（Nice）は、フランスの南東部に位置する都市で、アルプ＝マリティーム県の県庁所在地である。プロバンス語（ニサール語）ではニッサ（オック語: Niça, Nissa）、イタリア語ではニッツァ（イタリア語: Nizza）という。

## 概要
地中海・コート・ダジュールに面する、世界的に有名なリゾート地・観光都市である。フランス領であるが、歴史的にイタリア文化圏に属した時代が長かったため、言語・文化の面ではフランスよりイタリアに近い特徴がある。
また、「イタリア統一の三傑」の一人である、ジュゼッペ・ガリバルディの出身地でもある。

## 地理
ニースの東方13 kmにモナコ公国、30 kmにイタリア国境がある。西方30 kmにはカンヌがある。北方にはアルプス山脈が広がっている。

## 気候
ニースは地中海性気候であり、一年を通じて気候は安定している。夏はよく晴れ乾燥しており、まとまった雨が降るのは月に1、2回程度である。また日最低気温も20度程度、昼間は28度くらいまで気温が上昇する。そのため欧州各地（とくに夏でも涼しく太陽に恵まれないイギリスやフランス北部など）から夏のバカンスに訪れる者が多く、ビーチは遊泳や日光浴を楽しむもので込み合う。冬も比較的温暖で気候が安定していることから、旅行者は1年中絶えない。
| ニース（1991～2020）の気候                              | ニース（1991～2020）の気候 | ニース（1991～2020）の気候 | ニース（1991～2020）の気候 | ニース（1991～2020）の気候 | ニース（1991～2020）の気候 | ニース（1991～2020）の気候 | ニース（1991～2020）の気候 | ニース（1991～2020）の気候 | ニース（1991～2020）の気候 | ニース（1991～2020）の気候 | ニース（1991～2020）の気候 | ニース（1991～2020）の気候 | ニース（1991～2020）の気候 |
| 月                                                      | 1月                        | 2月                        | 3月                        | 4月                        | 5月                        | 6月                        | 7月                        | 8月                        | 9月                        | 10月                       | 11月                       | 12月                       | 年                         |
| ------------------------------------------------------- | -------------------------- | -------------------------- | -------------------------- | -------------------------- | -------------------------- | -------------------------- | -------------------------- | -------------------------- | -------------------------- | -------------------------- | -------------------------- | -------------------------- | -------------------------- |
| 最高気温記録 °C （°F）                                  | 22.5 (72.5)                | 25.8 (78.4)                | 26.1 (79)                  | 26.0 (78.8)                | 30.3 (86.5)                | 36.8 (98.2)                | 37.0 (98.6)                | 37.7 (99.9)                | 33.9 (93)                  | 29.9 (85.8)                | 25.4 (77.7)                | 22.0 (71.6)                | 37.7 (99.9)                |
| 平均最高気温 °C （°F）                                  | 13.6 (56.5)                | 13.7 (56.7)                | 15.4 (59.7)                | 17.4 (63.3)                | 21.0 (69.8)                | 24.6 (76.3)                | 27.5 (81.5)                | 28.0 (82.4)                | 24.8 (76.6)                | 21.2 (70.2)                | 17.2 (63)                  | 14.3 (57.7)                | 19.9 (67.8)                |
| 日平均気温 °C （°F）                                    | 9.0 (48.2)                 | 9.5 (49.1)                 | 11.7 (53.1)                | 14.1 (57.4)                | 17.8 (64)                  | 21.5 (70.7)                | 24.2 (75.6)                | 24.6 (76.3)                | 21.1 (70)                  | 17.3 (63.1)                | 12.8 (55)                  | 9.7 (49.5)                 | 16.1 (61)                  |
| 平均最低気温 °C （°F）                                  | 6.1 (43)                   | 6.3 (43.3)                 | 8.3 (46.9)                 | 10.8 (51.4)                | 14.5 (58.1)                | 18.1 (64.6)                | 20.8 (69.4)                | 21.3 (70.3)                | 17.7 (63.9)                | 14.2 (57.6)                | 9.9 (49.8)                 | 6.9 (44.4)                 | 12.9 (55.2)                |
| 最低気温記録 °C （°F）                                  | −7.2 (19)                  | −5.8 (21.6)                | −5.0 (23)                  | 2.9 (37.2)                 | 3.7 (38.7)                 | 8.1 (46.6)                 | 11.7 (53.1)                | 11.4 (52.5)                | 7.6 (45.7)                 | 4.2 (39.6)                 | 0.1 (32.2)                 | −2.7 (27.1)                | −7.2 (19)                  |
| 降水量 mm （inch）                                      | 74.7 (2.941)               | 52.6 (2.071)               | 47.8 (1.882)               | 62.0 (2.441)               | 37.2 (1.465)               | 33.9 (1.335)               | 11.1 (0.437)               | 24.6 (0.969)               | 68.2 (2.685)               | 115.8 (4.559)              | 123.4 (4.858)              | 78.8 (3.102)               | 730.1 (28.745)             |
| 出典：http://www.pogodaiklimat.ru/climate2.php?id=07690 |                            |                            |                            |                            |                            |                            |                            |                            |                            |                            |                            |                            |                            |

## 人口
| 1962年  | 1968年  | 1975年  | 1982年  | 1990年  | 1999年  | 2006年  | 2012年  |
| ------- | ------- | ------- | ------- | ------- | ------- | ------- | ------- |
| 292 958 | 322 442 | 344 481 | 337 085 | 342 439 | 342 738 | 347 060 | 343 629 |

出典=1999年までLdh/EHESS/Cassini、2004年以降INSEE

## 歴史

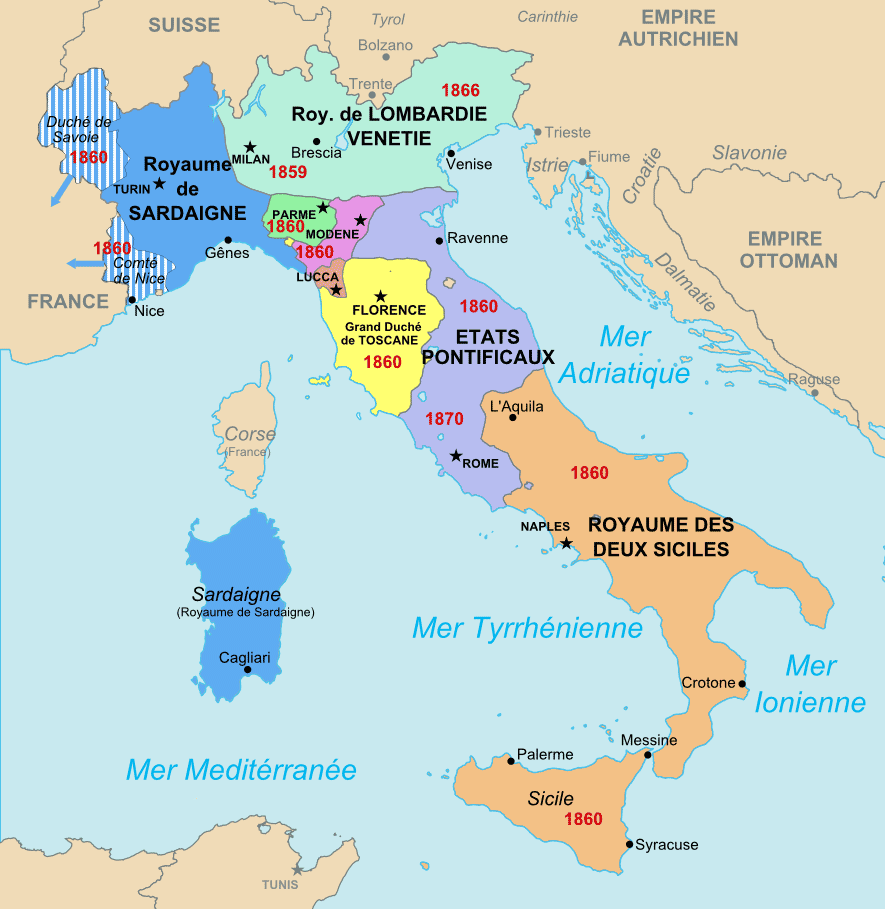
フランスへの編入（1860年）

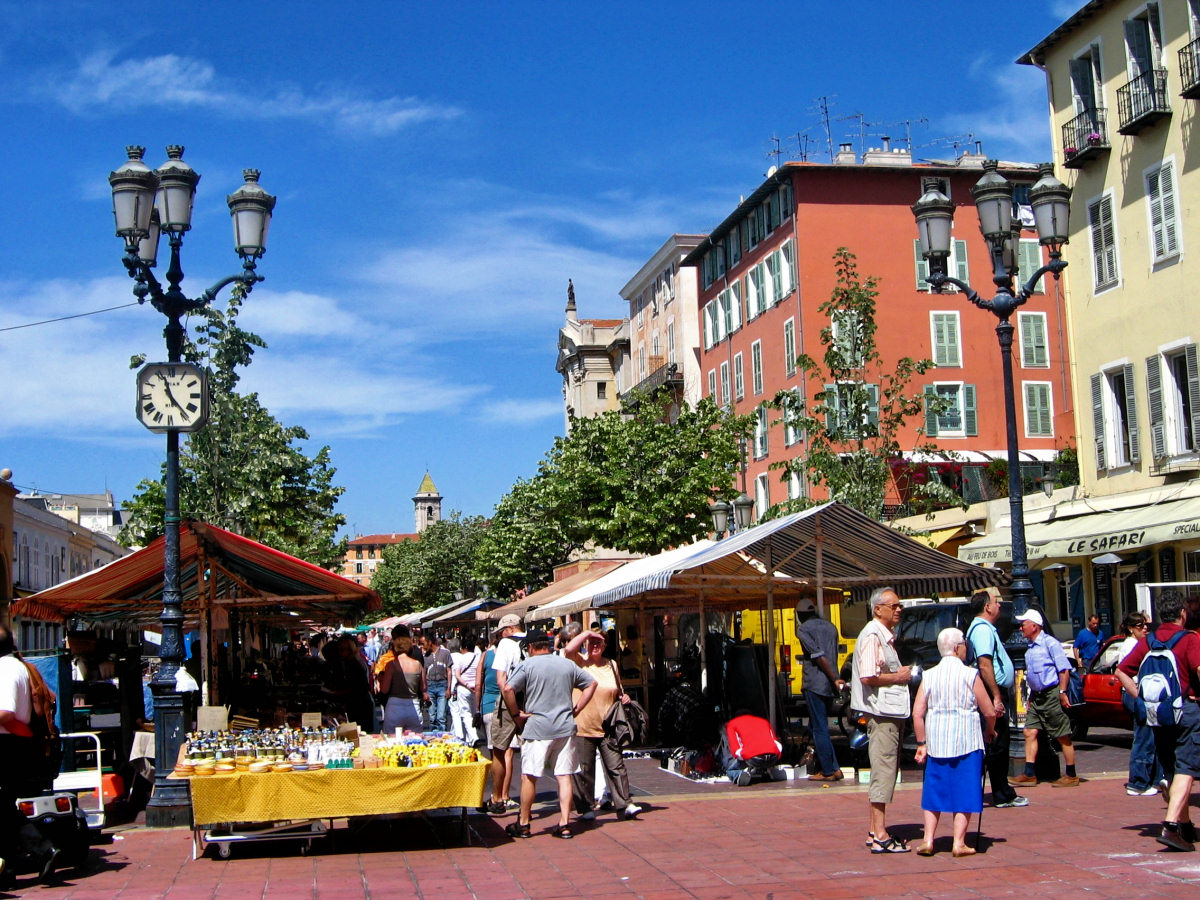
サレイヤ広場

### 古代
ニースには紀元前5世紀頃ギリシャ人によって建設され、紀元前2世紀頃よりケルト系の住民が定住した。古代には交易植民都市ニカイアとして知られていた。前154年ローマ人に占領され、その後支配者が何度もかわり、多くの戦争に苦しめられた。

### 中世
855年、中部フランク王国が3つに分割して成立したプロヴァンス王国に属した。

### 近世
近世にはサヴォイア公国やスペインに帰属したこともあった。

### 近代
1804年、ニースは住民投票によってフランス帝国への帰属を決定したが、1815年パリ条約によりニースはサルデーニャ王国に割譲された。
サルデーニャはイタリア王国の成立をフランスに承認してもらうため、プロンビエールの密約に基づき1860年に再びニースはフランスに割譲された。
ニース出身の武人でイタリア統一戦争で活躍したジュゼッペ・ガリバルディは、これに激怒した。
その後もイタリアによるリソルジメント・失地回復の目標にされ、第二次世界大戦期にはイタリア軍の進駐を受けたが、その後はフランス領として現在にいたる。

## 経済
観光産業の比重が高いが、地域の主要港であるニース港やコート・ダジュール空港の恩恵を受け、製造業の集積も進んでいる。ニースの一人当たりのGDPはフランスの平均値付近である。
- ファッションブランドのモラビトは創業の地がニースである。

## 交通

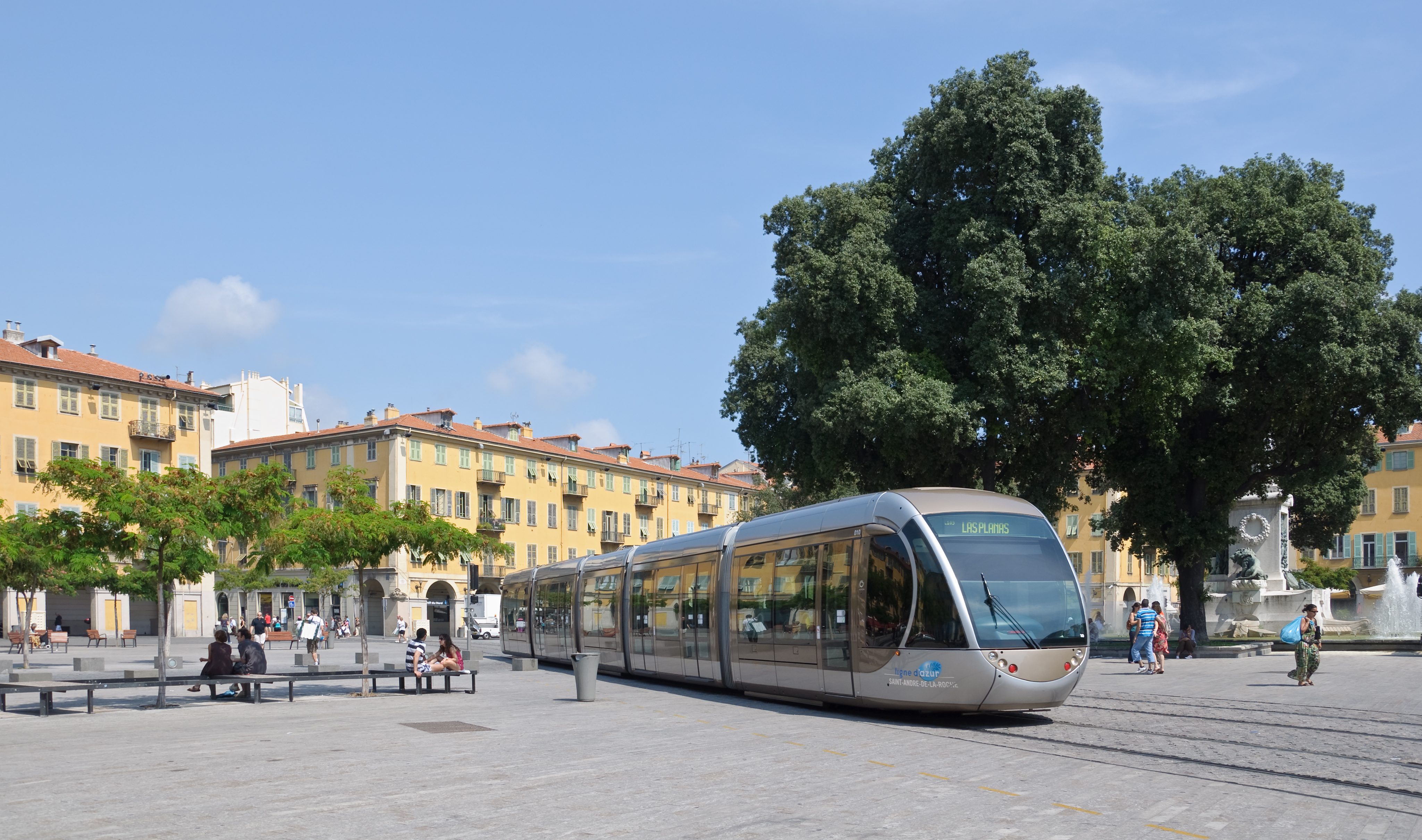
ニースのトラム

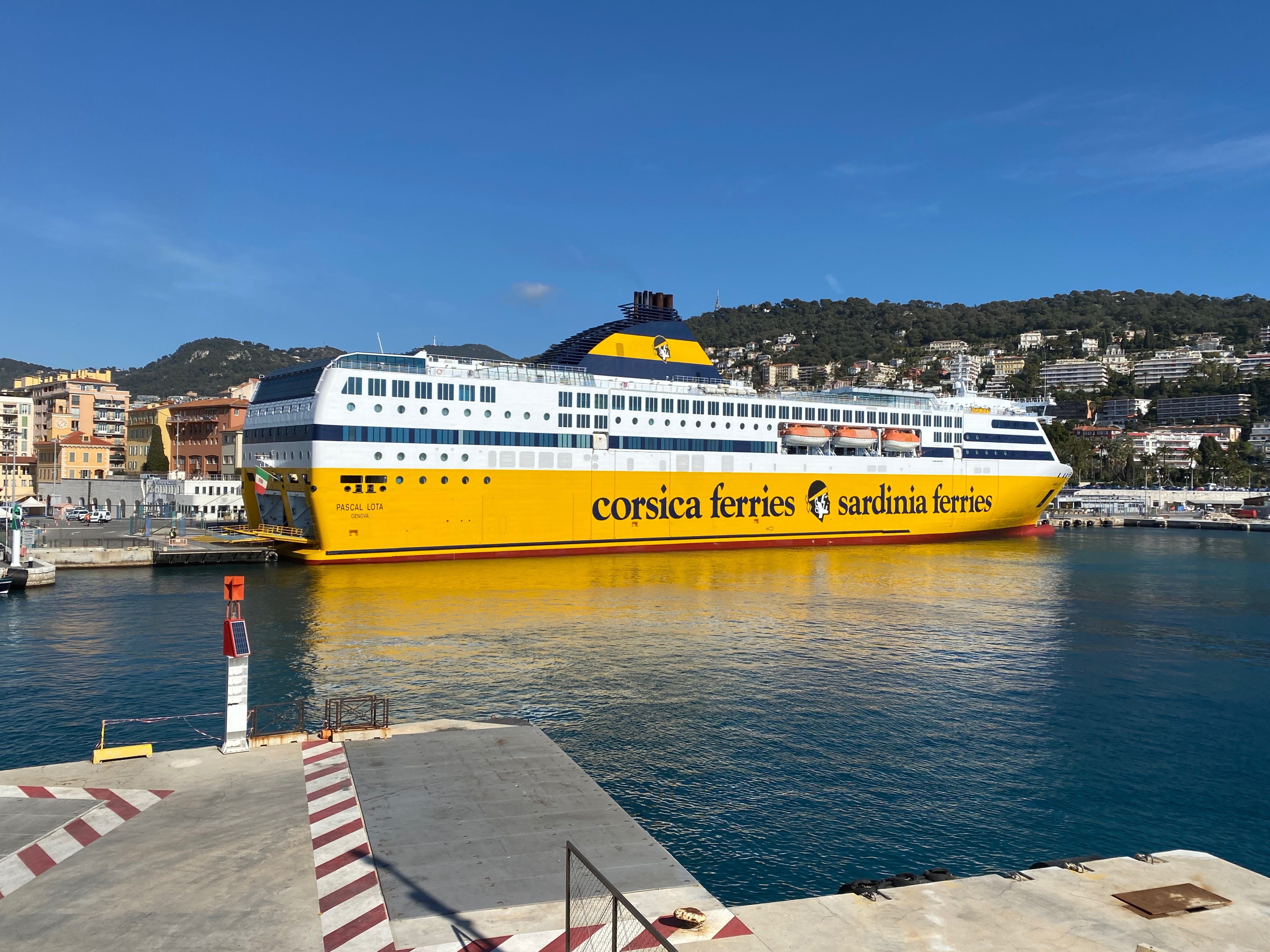
コルシカ島行きのフェリー

### 空港
コート・ダジュール空港は名前が示す通りコート・ダジュールの代表的な空港である。中心市街地から6 kmと便利な位置にある。

### 鉄道
主要駅はニース・ヴィル駅 (Gare de Nice-Ville)。マルセイユとイタリアのヴェンティミリアを結ぶフランス国鉄の鉄道路線が通る。またタンド峠を越えてイタリアのクーネオに至るタンド線が分岐する。このほかプロヴァンスの山岳地帯へ向かうプロヴァンス鉄道の起点でもある。
2017年、パリとニースを結ぶ夜行寝台列車は廃止されたが、地球温暖化対策などの環境問題への高まりから2021年になって運行が復活した。同区間を走行する高速鉄道と比べて所要時間は倍以上の時間を要するが、運賃は半額以下に設定されている。

### 市内交通
トラムは1953年に廃止された後、2007年に最新の技術を導入して再構築された路線で、市内中心部のマセナ広場とガリバルディ広場を通る二区間は、架線からの給電ではなく、蓄電池で駆動する区間となっている。方式こそ違えど、ボルドーと同様、都市景観を重視しており、建設にあわせて沿線の街路樹の植え替えや、現代芸術作品の設置などが行われた。現在、更なる延長が計画されている。

### 港湾
コルシカ島行きのフェリーが運航されている。クルーズ船の寄港も多い。

## 文化

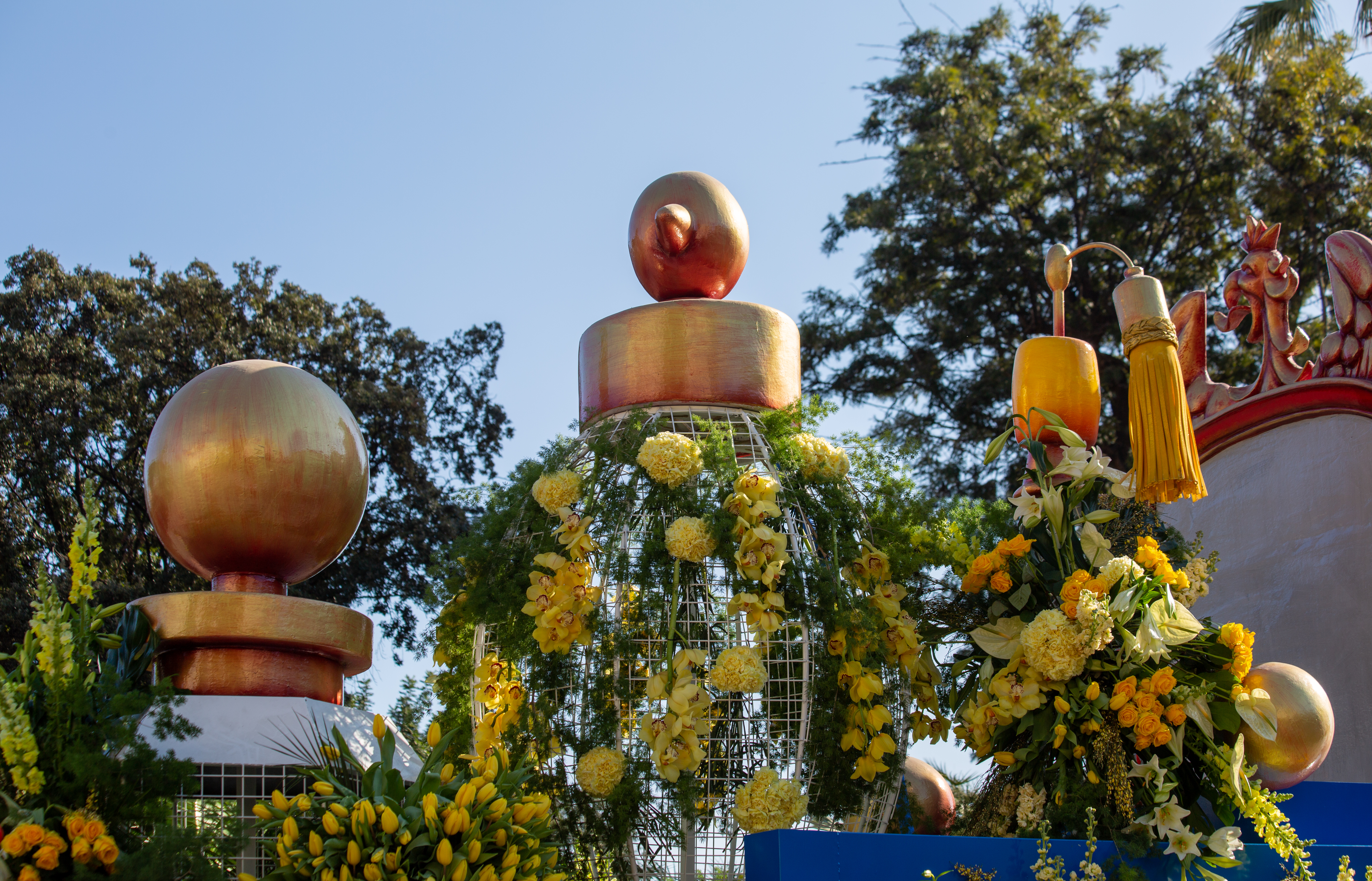
ニース・カーニバル

### 祭事・催事
- ニースのカーニバルは長い歴史があり、毎年2月または3月に開催される。
- ニース・ジャズフェスティバルは1948年に始まったジャズの祭典である。

### 郷土料理
- ラタトゥイユは野菜の煮込み料理である。
- ニース風サラダ

### スポーツ
- 2030年フランスアルプスオリンピックのメイン会場として、氷上スポーツと閉会式がニースで行われる予定である。

## 世界遺産
ニースは、2021年に世界遺産リストに登録された（ID1635）。推薦時の名称は「リヴィエラ観光の都ニース」（Nice, capital of Riviera tourism / Nice, capitale du tourisme de riviera）だったが、正式登録に際して名称変更された。

## ギャラリー

ニースの景観

### 登録基準
この世界遺産は世界遺産登録基準のうち、以下の条件を満たし、登録された（以下の基準は世界遺産センター公表の登録基準からの翻訳、引用である）。
- (2) ある期間を通じてまたはある文化圏において、建築、技術、記念碑的芸術、都市計画、景観デザインの発展に関し、人類の価値の重要な交流を示すもの。

## 関係者

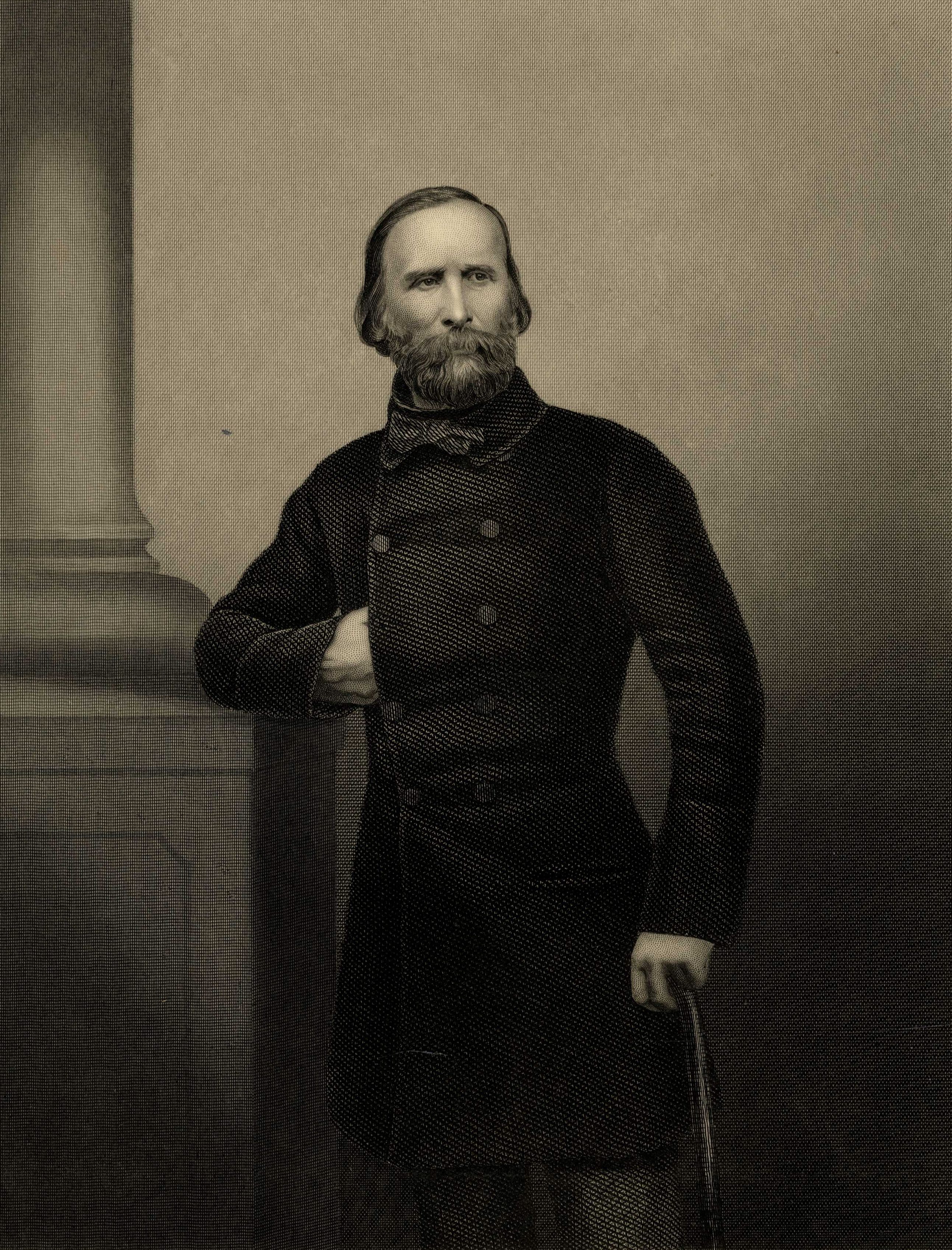
ジュゼッペ・ガリバルディ

### 出身著名人
- モーリス・ロネ（俳優）
- ジャクリーヌ・ササール（女優）
- フランシス・レイ（作曲家）
- ウジェーヌ・ボザ（作曲家）
- カミーユ・ムファ（水泳選手）
- ジュゼッペ・ガリバルディ（「イタリア統一の三傑」の一人）

### ゆかりのある人物
- アレクサンドル・ゲルツェン（ロシアの社会主義者、ツァーリズムに対し農奴解放運動を展開） - 英露のグレート・ゲームの時代背景のなかロンドンなどで活動。パリで死去し、墓所はニース。
- テオフィル・デルカッセ（フランス外相） - 第一次世界大戦前夜、仏包囲網のビスマルク体制に対して独包囲網のデルカッセ体制を敷いた外相。1923年、ニースで死去。
- イザドラ・ダンカン（米国のダンサー） - 1927年、ニースで事故死。
- エミリエンヌ・ダランソン（ダンサー、女優、クルチザンヌ（高級娼婦）） - パリ8区シャンゼリゼ通り界隈居住、ニースで死去。
- ラ・ベル・オテロ（ダンサー、クルチザンヌ） - ニースで死去。
- リス・ゴーティ（シャンソン歌手）
- クリスチャン・ディオール（ファッションデザイナー、ディオール創業者） - ノルマンディー地方生まれ。青少年期をパリ16区とニース界隈カリアンで過ごした。
- マルク・シャガール（画家） - ニース近郊サン＝ポール＝ド＝ヴァンスに晩年の20年間居住した。
- サマセット・モーム（英劇作家、作家） - 在仏イギリス大使館（現在のパリ8区）内で生まれ、ニースが死地。
- マリー＝フランス・ピジェ（女優、脚本家） - ニースの女子校リセ・アルベール＝カルメット (Lycée Albert-Calmette)、ニース大学法学部に学んだ。
- 久米正雄（日本の作家） - 1928年にニースの謝肉祭に参加。帰国後に地元の鎌倉市で鎌倉カーニバルを開催した。
- マーク・パンサー（日本のモデル・歌手）
- ニコラ・ユロ（現エコロジー移行・連帯省大臣、環境ジャーナリスト） - 少年時代、パリ16区パッシーに居住し、中学校からニースの私立コレージュ・サッセルノ (collège Sasserno à Nice) 、パリ6区のリセ・フェヌロンCPGEを経てバリ第6大学医学部へ。

## 姉妹都市・提携都市

### 国内
- サン・ドニ（レユニオン レユニオン県）- 1961年
- ヌメア（ニューカレドニア 南部州）- 1985年

### 国外
| - ニュルンベルク、ドイツ、1954年 - エディンバラ、スコットランド、1957年 - ヤルタ、ウクライナ、1960年 - リーブルヴィル、ガボン、1962年 - アンタナナリボ、マダガスカル、1962年 - マイアミ、アメリカ合衆国フロリダ州、1963年 - ソレント、イタリア、1963年 - クーネオ、イタリア、1964年 | - 鎌倉、日本、1966年 - アリカンテ、スペイン、1968年 - ネタニヤ、イスラエル、1968年 - セゲド、ハンガリー、1969年 - ヒューストン、アメリカ合衆国テキサス州、1973年 - ケープタウン、南アフリカ共和国、1974年 - マニラ、フィリピン、1975年 - リオデジャネイロ、ブラジル、1977年 | - プーケット、タイ王国、1989年 - サンタ・クルス・デ・テネリフェ、スペイン、1990年 - テッサロニキ、ギリシャ、1992年 - サンクトペテルブルク、ロシア、1997年 - 杭州、中華人民共和国、1998年 - グダンスク、ポーランド、1999年 - ラヴァル、カナダ、2000年 - ルイジアナ州、アメリカ合衆国、2003年 |